# فری کلاس سوپر
فری کلاس سوپر (به انگلیسی: Super-class ferry) یک کلاس از کشتی است که طول آن ۳۸۲ فوت ۲ اینچ (۱۱۶٫۵ متر) می‌باشد.